# Kristoffer Barmen
Kristoffer Barmen (Bergen, 19 agosto 1993) è un calciatore norvegese, centrocampista dell'Åsane..

## Biografia
È il figlio di Rolf Barmen, anch'egli calciatore e successivamente allenatore e dirigente.

## Carriera

### Club
Barmen ha cominciato la carriera professionistica con la maglia del Brann, per cui ha esordito in Eliteserien in data 29 maggio 2011, quando è subentrato a Carl-Erik Torp nella sconfitta per 4-0 maturata sul campo del Tromsø. Il 15 aprile 2012 ha trovato la prima rete nella massima divisione locale, nella sconfitta interna per 1-2 contro l'Haugesund. Il 9 dicembre 2013 ha rinnovato il contratto che lo legava al Brann fino al 31 dicembre 2017.
Al termine del campionato 2014, il Brann è retrocesso in 1. divisjon. Barmen ha contribuito al pronto ritorno in Eliteserien della sua squadra, con 23 presenze e 4 reti nella stagione 2015.
L'11 febbraio 2019 ha rinnovato il contratto che lo legava al club fino al 31 dicembre 2021.
Il 10 agosto 2021, alcuni calciatori del Brann – tra cui Barmen – sono stati protagonisti di uno scandalo a luci rosse, essendosi intrattenuti con delle ragazze all'interno del Brann Stadion, venendo ripresi dalle telecamere di sicurezza e violando, tra le altre cose, anche le norme relative alla prevenzione del COVID-19. A partire dall'11 agosto, il Brann ha iniziato un'indagine interna per chiarire i fatti per determinare gli eventuali provvedimenti da intraprendere nei confronti dei 12 calciatori coinvolti. Il 21 agosto, il Brann ha licenziato Barmen, mentre il compagno di squadra Mikkel Andersen ha rescisso il contratto; gli altri 10 giocatori, di cui non sono state rivelate le identità, hanno ricevuto un avvertimento scritto. Barmen aveva inizialmente impugnato il suo licenziamento, ma le parti hanno raggiunto un accordo privato in data 31 agosto, permettendo quindi al calciatore di trovarsi una nuova squadra.
Lo stesso 31 agosto, l'Aalesund ha annunciato l'ingaggio di Barmen con un contratto valido fino al termine della stagione.
Il 1º febbraio 2022 ha rinnovato il contratto che lo legava al club per un'ulteriore stagione. Il 18 gennaio 2023 ha firmato un nuovo accordo annuale con l'Aalesund.
Il 30 agosto 2023 è passato all'Åsane con la formula del prestito.

### Nazionale
Barmen ha rappresentato la Norvegia a livello Under-18 e Under-23.

## Statistiche

### Presenze e reti nei club
Statistiche aggiornate al 30 agosto 2023.
| Stagione        | Club            | Campionato      | Campionato | Campionato | Coppe nazionali | Coppe nazionali | Coppe nazionali | Coppe continentali | Coppe continentali | Coppe continentali | Supercoppe | Supercoppe | Supercoppe | Totale | Totale |
| Stagione        | Club            | Comp            | Pres       | Reti       | Comp            | Pres            | Reti            | Comp               | Pres               | Reti               | Comp       | Pres       | Reti       | Pres   | Reti   |
| --------------- | --------------- | --------------- | ---------- | ---------- | --------------- | --------------- | --------------- | ------------------ | ------------------ | ------------------ | ---------- | ---------- | ---------- | ------ | ------ |
| 2011            | Brann           | ES              | 2          | 0          | CN              | 0               | 0               | -                  | -                  | -                  | -          | -          | -          | 2      | 0      |
| 2012            | Brann           | ES              | 18         | 2          | CN              | 2               | 1               | -                  | -                  | -                  | -          | -          | -          | 20     | 3      |
| 2013            | Brann           | ES              | 22         | 3          | CN              | 2               | 3               | -                  | -                  | -                  | -          | -          | -          | 24     | 6      |
| 2014            | Brann           | ES              | 25         | 1          | CN              | 5               | 1               | -                  | -                  | -                  | -          | -          | -          | 30     | 2      |
| 2015            | Brann           | 1D              | 23         | 4          | CN              | 3               | 0               | -                  | -                  | -                  | -          | -          | -          | 26     | 4      |
| 2016            | Brann           | ES              | 25         | 5          | CN              | 1               | 0               | -                  | -                  | -                  | -          | -          | -          | 26     | 5      |
| 2017            | Brann           | ES              | 24         | 8          | CN              | 3               | 0               | UEL                | 2                  | 0                  | SN         | 1          | 0          | 30     | 8      |
| 2018            | Brann           | ES              | 23         | 3          | CN              | 1               | 0               | -                  | -                  | -                  | -          | -          | -          | 24     | 3      |
| 2019            | Brann           | ES              | 25         | 1          | CN              | 3               | 0               | UEL                | 0                  | 0                  | -          | -          | -          | 28     | 1      |
| 2020            | Brann           | ES              | 26         | 3          | -               | -               | -               | -                  | -                  | -                  | -          | -          | -          | 26     | 3      |
| gen.-ago. 2021  | Brann           | ES              | 12         | 0          | CN              | 2               | 0               | -                  | -                  | -                  | -          | -          | -          | 14     | 0      |
| Totale Brann    | Totale Brann    | Totale Brann    | 225        | 30         |                 | 22              | 5               |                    | 2                  | 0                  |            | 1          | 0          | 250    | 35     |
| ago.-dic. 2021  | Aalesund        | 1D              | 12         | 5          | CN              | 1               | 0               | -                  | -                  | -                  | -          | -          | -          | 13     | 5      |
| 2022            | Aalesund        | ES              | 26         | 2          | CN              | 2               | 0               | -                  | -                  | -                  | -          | -          | -          | 28     | 2      |
| gen.-ago. 2023  | Aalesund        | ES              | 13         | 0          | CN              | 2               | 2               | -                  | -                  | -                  | -          | -          | -          | 15     | 2      |
| Totale Aalesund | Totale Aalesund | Totale Aalesund | 51         | 7          |                 | 5               | 2               |                    | -                  | -                  |            | -          | -          | 56     | 9      |
| ago.-dic. 2023  | Åsane           | 1D              | 0          | 0          | CN              | -               | -               | -                  | -                  | -                  | -          | -          | -          | 0      | 0      |
| Totale          | Totale          | Totale          | 276        | 37         |                 | 27              | 7               |                    | 2                  | 0                  |            | 1          | 0          | 306    | 44     |